# GSM

GSM logo

A GSM (Global System for Mobile Communications, eredetileg Groupe Spécial Mobile) az Európai Távközlési Szabványok Intézete (ETSI) által kifejlesztett szabvány a mobiltelefonok által használt második generációs digitális cellás hálózatok protokolljainak leírására. Valóban a mobil távközlés globális szabványa, több mint 90% a piaci részesedése, a világ több mint 219 országában vagy területén érhető el.
A GSM szabványt az első generációs (1G) analóg cellás hálózatok helyettesítésére fejlesztették ki. Eredetileg egy teljesen kétirányú hangátvitelre szolgáló digitális, kapcsolatalapú hálózatot írt le. Később kiterjesztették adatkommunikációra, előbb kapcsolatalapú, azután csomagkapcsolt átvitelre a GPRS és EDGE szabványokban.
A későbbiekben a 3GPP kifejlesztette a harmadik generációs (3G) UMTS, majd a negyedik generációs (4G) LTE szabványt, amelyek nem részei az ETSI GSM szabványnak.
A "GSM" a GSM Association védjegye. Vonatkozhat az kezdetben leggyakrabban használt hang kodekre, a Full Rate-re is.

## Története
1981-ben kezdték el a munkát egy európai digitális celluláris hang telefónia szabvány kifejlesztésén. Az Európai Posta és Távközlési Konferencia létrehozta a Groupe Spécial Mobile bizottságot és folyamatos műszaki támogatást biztosított a párizsi székhelyű csoportnak. Öt évvel később, 1987-ben 13 európai ország 15 képviselője írt alá egy egyetértési nyilatkozatot Koppenhágában egy közös celluláris telefon rendszer kifejlesztéséről és üzembe állításáról.
A kontinentális szabvány kifejlesztéséről hozott döntés végül egy egységes, nyitott, szabványos hálózat létrejöttéhez vezetett. 1989-ben a Groupe Spécial Mobile bizottságot áthelyezték a CEPT-től az Európai Távközlési Szabványok Intézetéhez (ETSI).
Az Európai Közösség 1987-es irányelvében ajánlotta a 900 MHz-es frekvenciasáv lefoglalását a GSM részére.
A GSM leírások első fázisát 1990-ben tették közzé. Az első GSM hívást 1991 július 1-én indították. Harri Holkeri korábbi finn miniszterelnök Kaarina Suoniot, Tampere polgármesterét hívta föl. A használt hálózatot a Telenokia és a Siemens építette és a Radiolinija üzemeltette.
1992-ben küldték az első szöveges üzenetet a GSM szabványban részét képező rövid üzenet szolgáltatás (Short Messaging Service, SMS) használatával.
1991-ben kezdtek dolgozni GSM szabvány 1800 MHz-es frekvenciasávra kiterjesztésén. Az első 1800 MHz-es hálózatot 1993-ban állították üzembe az Egyesült Királyságban. Ugyanebben az évben a Telecom Australia üzembe helyezte az első Európán kívüli GSM hálózatot és elérhetővé váltak az első praktikus kézben tartható GSM mobiltelefonok.
1995-ben elindult a kereskedelmi fax, adat és SMS üzenetküldő szolgáltatás. Üzembe helyezték az első 1900 MHz-es GSM hálózatot az Egyesült Államokban. A GSM előfizetők száma világszerte meghaladta a 10 milliót. Ebben az évben hozták létre a GSM Egyesületet (GSM Association). Az előre fizetett GSM szolgáltatás 1996-ban kezdődött. 1998-ra a GSM előfizetők száma világszerte meghaladta a 100 milliót.
2000-ben elkezdődött a kereskedelmi GPRS adatátviteli szolgáltatás és megjelentek a GPRS-képes telefon készülékek. 2001-ben elindult az első harmadik generációs (3G) UMTS hálózat, az már nem része a GSM szabványnak. A GSM előfizetők száma világszerte meghaladta az 500 milliót. 2002-ben üzembe helyezték az első 800 MHz-es frekvenciasávban működő GSM hálózatot és a Westel Magyarországon elindította az első a multimédia üzenetküldő rendszert (Multimedia Messaging Service, MMS). Az EDGE adatátviteli szolgáltatás bevezetése 2003-ban kezdődött. 2004-re világszerte már több mint egymilliárd GSM előfizető volt.

## Technikai részletek

### A rendszer felépítése
A rendszer több különálló részből áll össze:
- Bázis állomás alrendszer - a bázis állomások és vezérlésük
- Hálózat és kapcsoló alrendszer - a hálózat ezen része nagyon hasonló a rögzített telefon hálózatokéhoz
- GPRS hálózati mag - a csomagkapcsolt hálózati átvitelt biztosító opcionális rész
- Működés támogató rendszer - hálózat fenntartás

### GSM-frekvenciasávok
A GSM hálózatok több különböző frekvencia tartományban működnek, többségük a 900 MHz vagy 1800 MHz sávban. Ahol ezek a sávok már ki voltak osztva, például Észak-Amerikában, ott a 850 MHz vagy 1900 MHz sávot használják. Néhány országban a 400 MHz vagy 450 MHz sávokat osztották ki, amelyek korábban az első generációs rendszerek használtak. A legtöbb harmadik generációs hálózat Európában a 2100 MHz sávon működik.
A GSM időosztásos rendszer. Minden frekvencia időrésekre van osztva, ami frekvenciánként 8 Full Rate vagy 16 Half Rate csatorna használatát teszi lehetővé. A telefonok adóteljesítménye maximum 2 W lehet a 850/900 MHz sávban és 1 W az 1800/1900 MHz sávban.

#### GSM-frekvenciasávok Magyarországon
R-GSM, E-GSM (GSM 900)
DCS 1800 (GSM 1800)